# 야코프 푸거

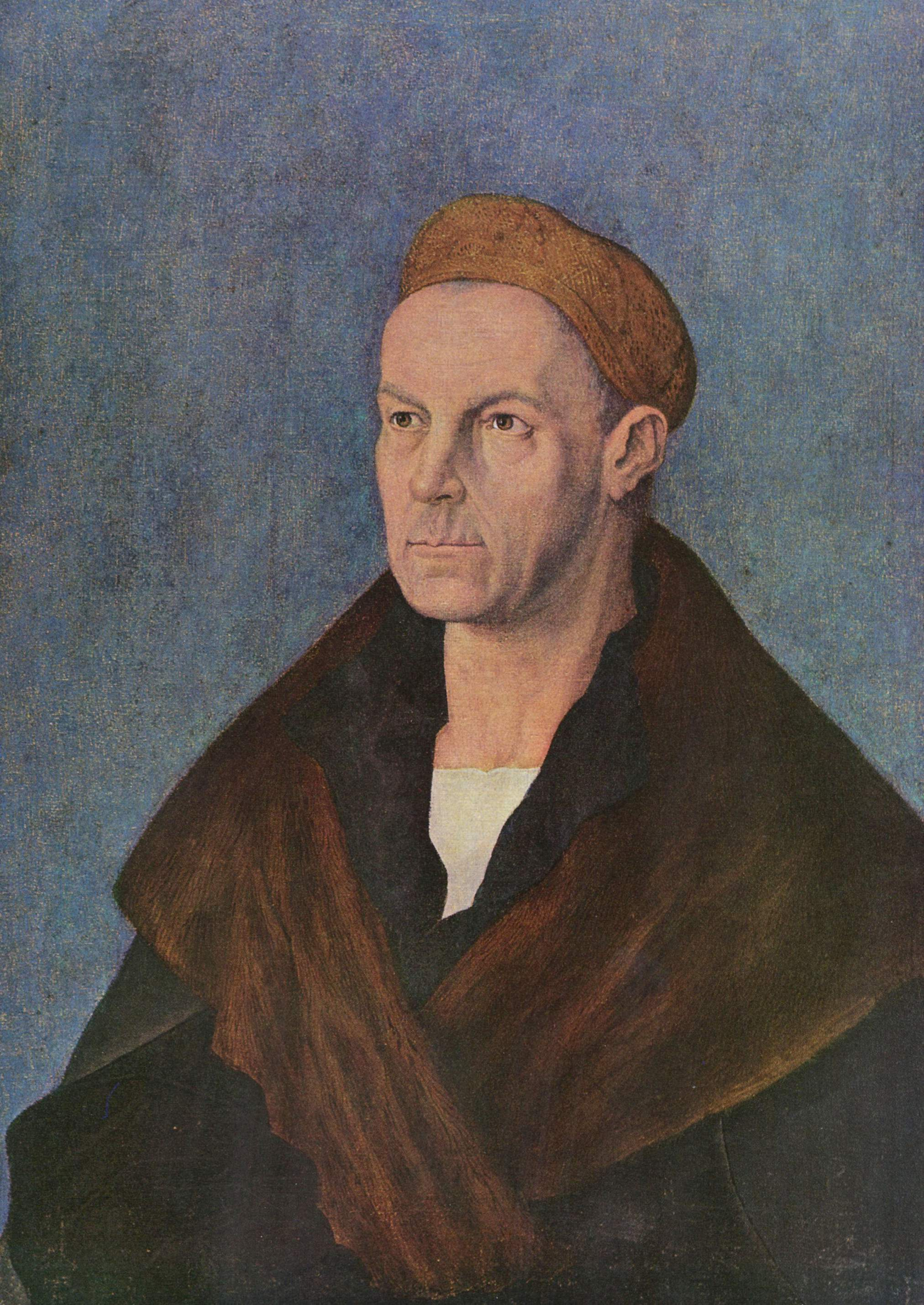

야코프 푸거(독일어: Jakob Fugger, 1459년 3월 6일 ~ 1525년 12월 30일)는 독일의 은행가이다. 본래 푸거의 조상은 방직공 출신으로 야콥 푸거의 조상인 요한 푸거의 대부터 상인이 되었다. 야코프 푸거는 조상으로부터 받은 재산을 바탕으로 은행·광산 등에 손을 대어 막대한 부자가 되었다. 마침내 그의 집안은 전 유럽에 큰 영향을 미치게 되었으며, 여러 나라에도 자금을 대주었다. 그는 신성 로마 제국의 황제인 막시밀리안 1세를 후원해 황제가 되는 것을 도와주는 대가로 당시 합스부르크의 소유였던 울름 백작령을 비롯한 여러 영지를 구입하고 신성로마제국의 이권을 챙겼으며 평민 출신에서 일약 제국백작의 작위에 오르게 된다. 이후 그는 유럽 최고의 부자로 이름을 떨쳤으며 막시밀리안 1세가 죽자 그의 손자인 카를 5세가 황제가 되는 것을 도왔다. 야콥 푸거는 자식이 없었기 때문에 그의 조카들에게 재산을 물려주고 1525년 사망한다.